# Công tước xứ Teck

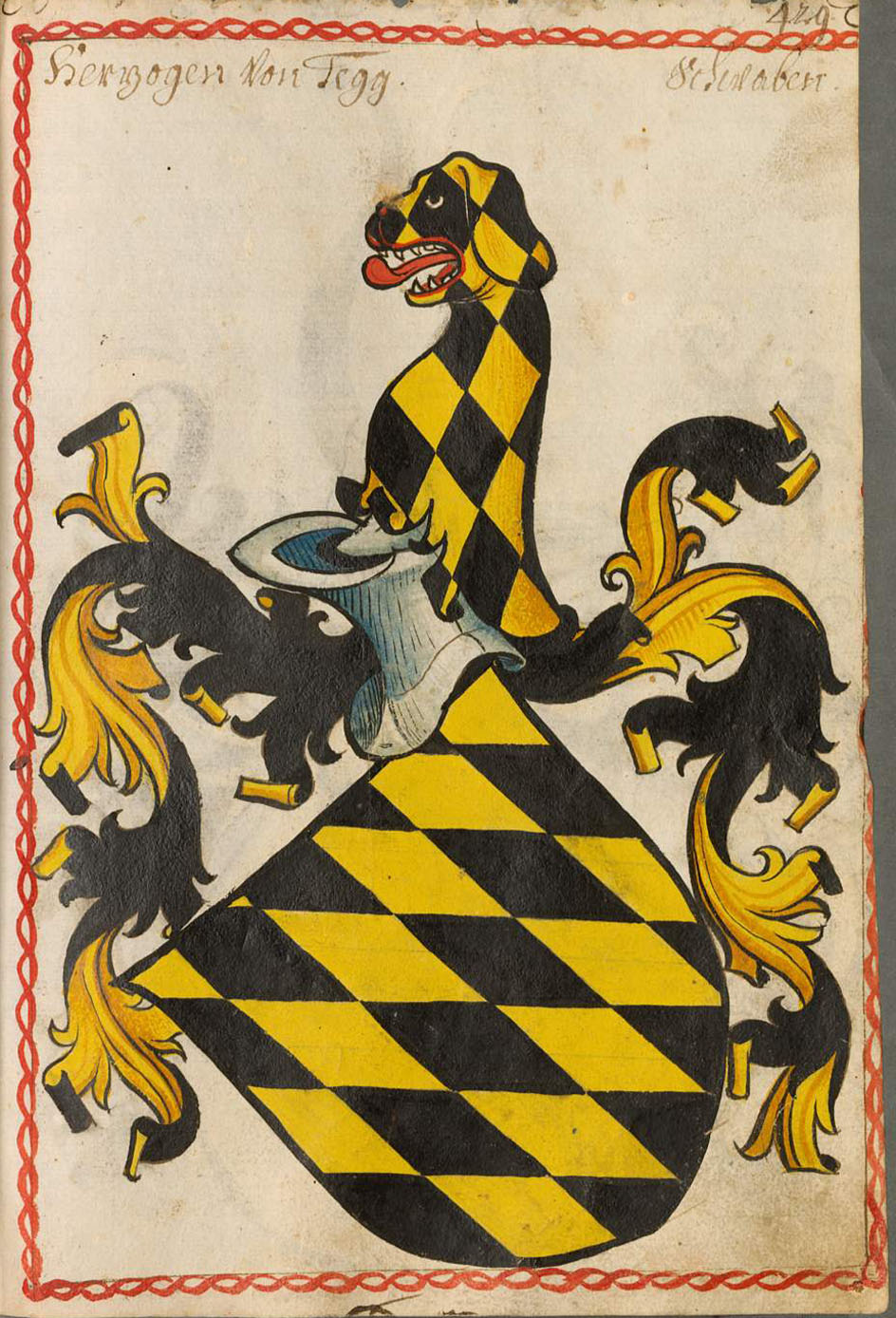
Huy hiệu của Công tước xứ Teck, Scheiblersches Wappenbuch, 1450–80

Công tước xứ Teck (tiếng Đức: Herzog von Teck; tiếng Anh: Duke of Teck) là một tước hiệu được tạo ra hai lần ở Đức. Tước hiệu được được tạo ra lần đầu dành cho người đứng đầu dòng nhánh của Nhà Zähringen từ năm 1187 đến năm 1439, một triều đại Công tước của Đức, được gọi là "Nhà Teck đầu tiên". Trụ sở của lãnh thổ này là Lâu đài Teck ở Công quốc Swabia (từ năm 1512 là một phần của Bá quốc Württemberg).
Tước hiệu này được Vua Karl I của Württemberg tái lập vào năm 1871 và trao cho người anh họ của mình là Franz, là hậu duệ của một cuộc hôn nhân quý tiện không đăng đối nên không được hưởng tước hiệu quý tộc với tư cách là thành viên của Vương tộc Württemberg. Con cháu của Franz định cư ở Vương quốc Anh và kết hôn với Vương thất Anh.

## Nhánh Teck của Vương tộc Württemberg

### Thành viên
- Claudine xứ Teck (1836–1894)

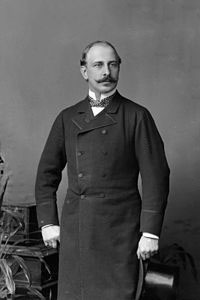
Franz xứ Teck

- Franz, Công tước xứ Teck (1837–1900), kết hôn với Mary Adelaide xứ Cambridge
  - Victoria Mary xứ Teck (1867–1953) kết hôn với George V của Liên hiệp Anh
  - Adolphus, Công tước xứ Teck, sau là Adolphus Cambridge, Hầu tước thứ 1 xứ Cambridge (1868–1927) kết hôn với Margaret Grosvenor
    - George xứ Teck, sau là George Cambridge, Hầu tước thứ 2 xứ Cambridge (1895–1981) kết hôn với Dorothy Hastings
      - Mary Ilona Cambridge (1924–1999) kết hôn với Peter Whitley

    - Mary xứ Teck, sau là Mary Cambridge (1897–1987) kết hôn với Henry Somerset, Công tước thứ 10 xứ Beaufort
    - Helena xứ Teck, sau là Helena Cambridge (1899–1969) kết hôn với Đại tá John Evelyn Gibbs
    - Frederick xứ Teck, sau là Frederick Cambridge (1907–1940)

  - Francis xứ Teck (1870–1910)
  - Alexander xứ Teck, sau là Alexander Cambridge, Hầu tước thứ 1 xứ Athlone (1874–1957) kết hôn với Alice của Albany
    - May xứ Teck, sau là May Abel Cambridge (1906–1994) kết hôn với Henry Abel Smith
    - Rupert xứ Teck, sau là Rupert Cambridge, Tử tước Trematon (1907–1928)
    - Maurice xứ Teck (1910–1910)
- Amalie xứ Teck (1838–1893) kết hôn với Bá tước Paul von Hügel (1835–1897)